# Plötzlich und unerwartet – eine Déjà-Revue
Pour plus de détails, voir Fiche technique et Distribution.
Plötzlich und unerwartet – eine Déjà-Revue est un film allemand réalisé par Michael Brynntrup sorti en 1993.

## Synopsis
Le récit du court métrage est raconté par Egon Hettemann qui participe d'abord à une consultation pour les soins mortuaires et est confronté « soudainement et de manière inattendue » à un masque mortuaire. Le temps semble s’arrêter un instant. On suit désormais ce masque mortuaire. Au cimetière, le masque tombe entre les mains de personnes en deuil et d'employés du cimetière. Le passage du masque mortuaire d'une personne à une autre donne l'impression d'une continuité temporelle.
Cependant, très vite (et de plus en plus souvent avec le temps), on entre dans des situations qu’on croit avoir déjà vues, des situations qu’on a déjà "passées" dans la narration continue du film, donnant l'impression de déjà-vu. Les situations de déjà-vu du film fonctionnent ainsi, de même que le phénomène psychologique de déjà-vu dans la vie réelle.

## Fiche technique
- Titre : Plötzlich und unerwartet – eine Déjà-Revue
- Réalisation : Michael Brynntrup
- Scénario : Michael Brynntrup
- Musique : Robert Henke
- Costumes : BeV StroganoV
- Photographie : Uwe Bohrer
- Son : Stephan Konken
- Montage : Michael Brynntrup
- Pays d'origine :  Allemagne
- Langue : allemand
- Format : Noir et blanc - 1,33:1 - Mono - 16 mm
- Genre : Expérimental
- Durée : 29 minutes[1]

## Distribution
- Udo Kier : Egon Hettemann
- Mara Mattuschka : La croque-mort
- Ichgola Androgyn : L'orateur funéraire, le jardinier du cimetière, l'homme aveugle
- Mevlana van Vark : Antigone

## Structure
Le film se caractérise par son concept narratif dramaturgique-non linéaire. Le principe classique de l'unité dramatique (unité de lieu, de temps et d'action) est ici intensifié et concentré de manière particulière : l'endroit est le lieu clôturé d'un cimetière, le temps est réduit à quelques minutes, le temps raconté, et en tant qu'action, la prétendue "dernière voie" (un enterrement) court paradoxalement "en arrière". Le film est structuré par des boucles narratives récurrentes, de sorte que le spectateur revienne toujours aux différents moments de l'événement chronologique.

## Histoire
Le film est créé en 1992 au plus fort de la crise du sida. La visibilité de l'homosexualité en public à cette époque est étroitement liée au sida. Le mouvement gay s'oppose à la classification sociale en fonction du système victime/criminel et appelle à une approche réaliste et offensive des problèmes liés au sida et à la mort. Dans le film, on trouve de nombreuses stars de la scène transformiste de Berlin : Tima die Göttliche, Ovo Maltine, Jürgen Baldiga (de), Chou Chou de Briquette… Elles sont également impliquées dans la prévention du sida.
Le film de 16 mm au milieu des années 1990, au moment de l'apparition de nouveaux médias, revêt une importance particulière. Ainsi, le film est présenté et discuté sous les aspects de sa non-linéarité et de son interactivité lors de divers colloques internationaux sur les nouvelles techniques numériques (par exemple lors de la "Digitale", congrès de l'Academy of Media Arts Cologne, 1995).

## Crédit d'auteurs
- (de) Cet article est partiellement ou en totalité issu de l’article de Wikipédia en allemand intitulé « Plötzlich und unerwartet – eine Déjà-Revue » (voir la liste des auteurs).